# (35695) 1999 CE57
1999 CE57 (asteroide 35695) é um asteroide da cintura principal. Possui uma excentricidade de 0.15295000 e uma inclinação de 5.32528º.
Este asteroide foi descoberto no dia 10 de fevereiro de 1999 por LINEAR em Socorro.